# Mohammad-Karim Chodapanahi
Mohammad-Karim Chodapanahi (persisch محمدکریم خداپناهی; * 1941 in Kaswin) ist ein iranischer Psychologe und Politiker. Er war zwischen 1980 und 1981 der Außenminister des Iran.

## Leben
Mohammad-Karim Chodapanahi studierte in Deutschland sowie an der Schahid-Beheschti-Universität (damals Nationaluniversität des Iran) in Teheran. Chodapanahi diente von 1980 bis 1981 als Außenminister der Islamischen Republik Iran. Er ersetzte Sadegh Ghotbzadeh in diesem Amt. Im Jahre 1981 ersetzte Mohammad-Ali Radschai Karim Chodapanahi als Außenminister des Iran.